# Sonia O'Neill
Sonia Maria O'Neill (Toronto, 19 agosto 1994) è una calciatrice canadese con cittadinanza italiana naturalizzata venezuelana, centrocampista del London City Lionesses e della nazionale venezuelana.

## Carriera

### Calcio universitario
Cresciuta a Toronto, inizia la sua carriera calcistica nel North York Hearts Azzurri e nella Master’s Futbol Academy, prima di passare al Florida, militante in 1 NCAA.

### Club
Nel 2017 si trasferisce in Europa firmando con l'Husqvarna FF, club svedese di seconda divisione.
Il 14 febbraio 2018 viene messa sotto contratto dalla Roma CF. Esordisce con il club capitolino l'11 marzo successivo disputando il match vinto 3-1 contro il Real Colombo, mentre due giornate più tardi trova anche la prima rete nel successo interno per 8-0 contro il Nebrodi.
Al termine della stagione colleziona 7 presenze condite da due reti, non riuscendo a centrare la promozione in Serie A.
Il 15 settembre 2018 viene messa sotto contratto dal Pink Sport Time.
A inizio settembre 2022 si è trasferita in Germania al Turbine Potsdam, partecipante alla Frauen-Bundesliga, massima serie del campionato tedesco.

## Statistiche

### Presenze e reti nei club
Statistiche aggiornate al 20 aprile 2019.
| Stagione        | Squadra         | Campionato      | Campionato | Campionato | Coppe nazionali | Coppe nazionali | Coppe nazionali | Coppe continentali | Coppe continentali | Coppe continentali | Altre coppe | Altre coppe | Altre coppe | Totale | Totale | Totale |
| Stagione        | Squadra         | Comp            | Pres       | Reti       | Comp            | Pres            | Reti            | Comp               | Pres               | Reti               | Comp        | Pres        | Reti        | Pres   | Reti   |        |
| --------------- | --------------- | --------------- | ---------- | ---------- | --------------- | --------------- | --------------- | ------------------ | ------------------ | ------------------ | ----------- | ----------- | ----------- | ------ | ------ | ------ |
| 2017-2018       | Roma CF         | B               | 5+2        | 2+0        | CI              | 0               | 0               |                    | -                  | -                  |             | -           | -           | 7      | 2      |        |
| 2018-2019       | Pink Sport Time | A               | 21         | 0          | CI              | 1               | 0               |                    | -                  | -                  |             | -           | -           | 22     | 0      |        |
| Totale carriera | Totale carriera | Totale carriera | 28         | 2          |                 | 1               | 0               |                    | -                  | -                  |             | -           | -           | 29     | 2      |        |